# Marie Nováková
Marie Nováková (* 26. April 1924 in Prag; † 25. Juni 2011 ebenda) war eine tschechoslowakische Schauspielerin.

## Leben
Marie Nováková wuchs in Prag auf, wo sie zeitlebens wohnte.
Sie absolvierte nach Ende des Zweiten Weltkrieges ihre Schauspielausbildung am Prager Konservatorium. Sie stand in mehreren Theaterstücken, Kabarett-Programmen und in Varieté-Shows auf verschiedenen Theaterbühnen. Von 1948 bis 1975 wirkte sie vor der Kamera in mehreren Spielfilmen mit. Im Jahr 1950 spielte sie in dem sowjetischen Film Der Fall von Berlin die Rolle der Eva Braun. Nach 1975 spielte sie noch einige Jahre lang Theater.
Marie Nováková starb am 25. Juni 2011 im Alter von 87 Jahren in Prag, wo sie auch beigesetzt wurde.

## Filmografie
- 1948: Kariera
- 1950: Der Fall von Berlin
- 1953: Das Mädchen Anna
- 1954: Komödianten
- 1957: Der brave Soldat Schwejk
- 1974: Wer den goldenen Boden sucht
- 1974: Vrtkavy kral
- 1975: Motiv für einen Mord
- 1975: Nejmladsi z rodu Hamru (Fernsehserie, 2 Folgen)